# جان ام. فریمن
جان ام. فریمن (انگلیسی: John M. Freeman؛ ۱۱ ژانویهٔ ۱۹۳۳ – ۳ ژانویهٔ ۲۰۱۴) متخصص مغز و اعصاب کودکان و دانشمندی در زمینه صرع اهل ایالات متحده آمریکا بود.
او کسی بود که ۲ روش فراموش‌شده قدیمی را در درمان صرع کودکان احیا نمود: اول استفاده از رژیم غذایی کتوژنیک در درمان صرع کودکان و دوم استفاده از روش جراحی نیمکره‌برداری در موارد شدید و مقاوم‌به‌درمان صرع که به هیچ دارویی پاسخ نمی‌دهد.
او در کالج آمهرست تحصیل کرد و دوران پزشکی عمومی و تخصص اطفال را دانشکده پزشکی دانشگاه جانز هاپکینز و دورهٔ فوق‌تخصص نورولوژی اطفال را در مرکز پزشکی دانشگاه کلمبیا گذراند و از سال ۱۹۶۶ تا ۱۹۶۹ میلادی، استادِ دانشگاه استنفورد هم بود و در سال ۱۹۹۱، نخستین استاد لدرر صرع کودکان در جانز هاپکینز و مدیر مرکز صرع کودکان شد که به افتخار او نامگذاری شده است.